# Linka Procházková
Karolina „Linka“ Procházková, rozená Scheithauerová, (23. ledna 1884 Nové Dvory – 21. října 1960 Jáchymov) byla česká malířka, manželka malíře Antonína Procházky.

## Život
Studovala průmyslovou školu Ženského výrobního spolku v Praze, poté přešla na Uměleckoprůmyslovou školu, což byla v té době jediná škola s uměleckým zaměřením přístupná pro ženy. Ze školy odešla a začala pracovat v Reisnerově ateliéru. Jako jediná žena se zúčastnila výstavy Osmy v roce 1908, v témže roce se vdala za malíře Antonína Procházku. Její dílo po celou dobu tvorby má převážně realistický základ, od expresionismu postupně přešla ke klasicismu. Její malířskou práci ukončila koncem 40. let nervová choroba.